# VELVETSUN PRODUCTS
VELVETSUN PRODUCTSは、日本のインディーズレーベル、マネージメント、店舗ベルベットサンを運営する会社である。

## 概要
スガダイロー、cooking songsといった、アーティストを擁するインディーズレーベル、マネージメント会社である。

## 沿革
- 2012年：中村賢治（ノイズ中村）が、スガダイローを中心としたレーベル「VELVETSUN PRODUCTS」を創立。
- 2012年：スガダイロー初のピアノソロ作品『春風』リリースを機にレーベルを立ち上げる。

## 所属アーティスト
| アーティスト名 | 読み               | 所属期間 | iTunes | 公式サイト | 備考 |
| -------------- | ------------------ | -------- | ------ | ---------- | ---- |
| スガダイロー   | スガダイロー       | 2012年〜 | リンク | リンク     |      |
| cooking songs  | クッキングソングス | 2016年〜 | リンク | リンク     |      |

## 主な企画
- 2010年〜　スガダイロー関連イベント・ツアー 主催・制作
- 2014年　rabbitoo ／ national anthem of unknown country 1st Album Release Party　＠渋谷QUATTRO
出演：rabbitoo、スガダイロートリオ、 降神（志人、なのるなもない） DJ：やけのはら、Yoshio*o (JZDMS) a.k.a. 大谷能生
- 2014年　田中泯 x スガダイロー 二夜公演『虚水脈 -瞼闇抄／幻繭抄-』　＠花やしき
- 2015年〜　cooking songs関連イベント・ツアー　主催・制作
- 2016年　ノイズ中村10周年企画 おパーティ！　＠Shibaura House
出演：スガダイロー、cooking songs、ヴィヴィアン佐藤、ermhoi、岡部えつ(小説家)、劇団子供鉅人、THE LEFTY(KILLER-BONG&JUBE)、Shhhhh、篠崎大悟(ロロ)、志人(降神)、外山明、高橋健人(ダダビ)、チャーリー・ウィリアムス、ドキドキクラブ、103i(YOM)、ドラゴン岩村、夏目現、長谷川優貴(クレオパトラ)、浜田ケンジ（RAT/The死んだBIRD）、早瀬マミ、ひめとまほう（姫乃たま）、andrew、Humungas、ファック松本、ポスポス大谷、前髪ちゃん、みなみりょうへい、毛利眞人、森翔太、山田ミトモ、山本精一、芳垣安洋、吉田アミ、荒悠平ほか
- 2017年　スガダイローとJASON MORANと東京と京都　＠草月ホール、ロームシアター京都
- 2018年　Futurama 1　＠渋谷WWW
出演：スガダイロートリオ、世武裕子 spécifique トリオ（世武裕子、常田大希、石若駿）、ai kuwabara the project、谷王 (a.k.a 大谷能生/Jazz Dommunisters)、yurei＋abelest
- 2018年　GO! CURRY! GONE! wanna eat CURRY in Tokyo　＠六本木スーパーデラックス
出演：THE ぷー、RAM RIDER、cooking songs、久保田リョウヘイ
飲食：[大阪] バガワーンカレー、はらいそsparkle、[東京] ガラムマサラ、beet eat、妄想インドカレー ネグラ、エピタフカレー
- BLACK OPERA - Hole On Black -　@東京ドイツ文化センター
出演：KILLER-BONG、JUBE、スガダイロー、千葉広樹、今泉総之輔、波多野敦子、志人(降神)、RUMI、鎮座ドープネス、Hidenka、OMSB（SIMI LAB）、呂布カルマ、伊東篤宏、山川冬樹、大谷能生、マヒトゥ・ザ・ピーポー、LOSS (ENDON)、Taro Aiko (ENDON)、ermhoi、東野祥子 + ANTIBODIES Dancers、片山真理、SUGAI KEN、INNER SCIENCE、Q a.k.a.INSIDEMAN、DJ SOYBEANS、AKIRAM EN

## 関連書籍
- 「ノイズ中村さんが人生波あり山ありって言ってます。」ベルベットサン一同・編